# Бертахар
Бертахар або Бертар (бл. 485 — 525) — король тюрингів у 507—525 роках. Ім'я перекладається як «Сяючий герой».

## Життєпис
Син короля тюрингів Бізіна та його другої дружини Менії зі знатного, можливо королівського роду лангобардів. Близько 507 року після смерті батька розділив королівство з братами Герменефредом і Бадеріхом. Про період правління Бадеріха замало відомостей. У 525 році брат Герменефред, за підбурюванням власної дружини, розпочав боротьбу з братами. Спочатку раптово атакував Бертахара, завдавши тому поразки та вбивши його. Землі Бертахара було приєднано до володінь Герменефреда. У полоні останнього також опинилася родина загиблого короля.

## Родина
- син
- Радегунда, дружина Хлотаря I, короля франків